# 資中県
資中県（しちゅう-けん）は中華人民共和国四川省内江市に位置する県。

## 地理
長江水系のを成形する一つの支流として沱江が流れている。長江左岸に合流する。

## 行政区画
- 鎮:重竜鎮、帰徳鎮、魚渓鎮、鉄仏鎮、球渓鎮、竜結鎮、羅泉鎮、発輪鎮、銀山鎮、太平鎮、水南鎮、新橋鎮、明心寺鎮、双河鎮、公民鎮、竜江鎮、双竜鎮、高楼鎮、陳家鎮、孟塘鎮、馬鞍鎮、獅子鎮

## 交通
- 中国鉄路総公司
  - 中国鉄路成都局集団公司
  - 成渝線

（成都方面）- 順河場駅（中国語版） - 登瀛崖駅（中国語版） - 帰徳鎮駅（中国語版） - 陶家溝駅（中国語版） - 資中駅（中国語版） - 茅店子駅（中国語版）- 銀山鎮駅（中国語版） -（重慶方面）

道路
高速道路
- 成渝高速道路（中国語版）

国道
- G321国道

省道
- 207省道

## 健康・医療・衛生
- 資中県医人民医院
- 資中県紅十字医院